# Arpacaș
Arpacașul este un produs alimentar obținut prin decorticarea (și șlefuirea) boabelor de grâu, de orz sau de mei.
Arpacașul este folosit în prepararea colivei și a altor preparate precum supe, salate sau garnituri pentru fripturi.
Din arpacaș se prepară și o mâncare, asemănătoare cu pilaful, cu multă grăsime, denumită cașă (din rusă kașa).